# Скужева
Скужева (пол. Skórzewa) — село в Польщі, у гміні Опорув Кутновського повіту Лодзинського воєводства.
Населення — 109 осіб (2011).
У 1975-1998 роках село належало до Плоцького воєводства.

## Демографія
Демографічна структура станом на 31 березня 2011 року:
|          | Загалом | Допрацездатний вік | Працездатний вік | Постпрацездатний вік |
| -------- | ------- | ------------------ | ---------------- | -------------------- |
| Чоловіки | 59      | 10                 | 35               | 14                   |
| Жінки    | 50      | 5                  | 30               | 15                   |
| Разом    | 109     | 15                 | 65               | 29                   |